# Château de Losse

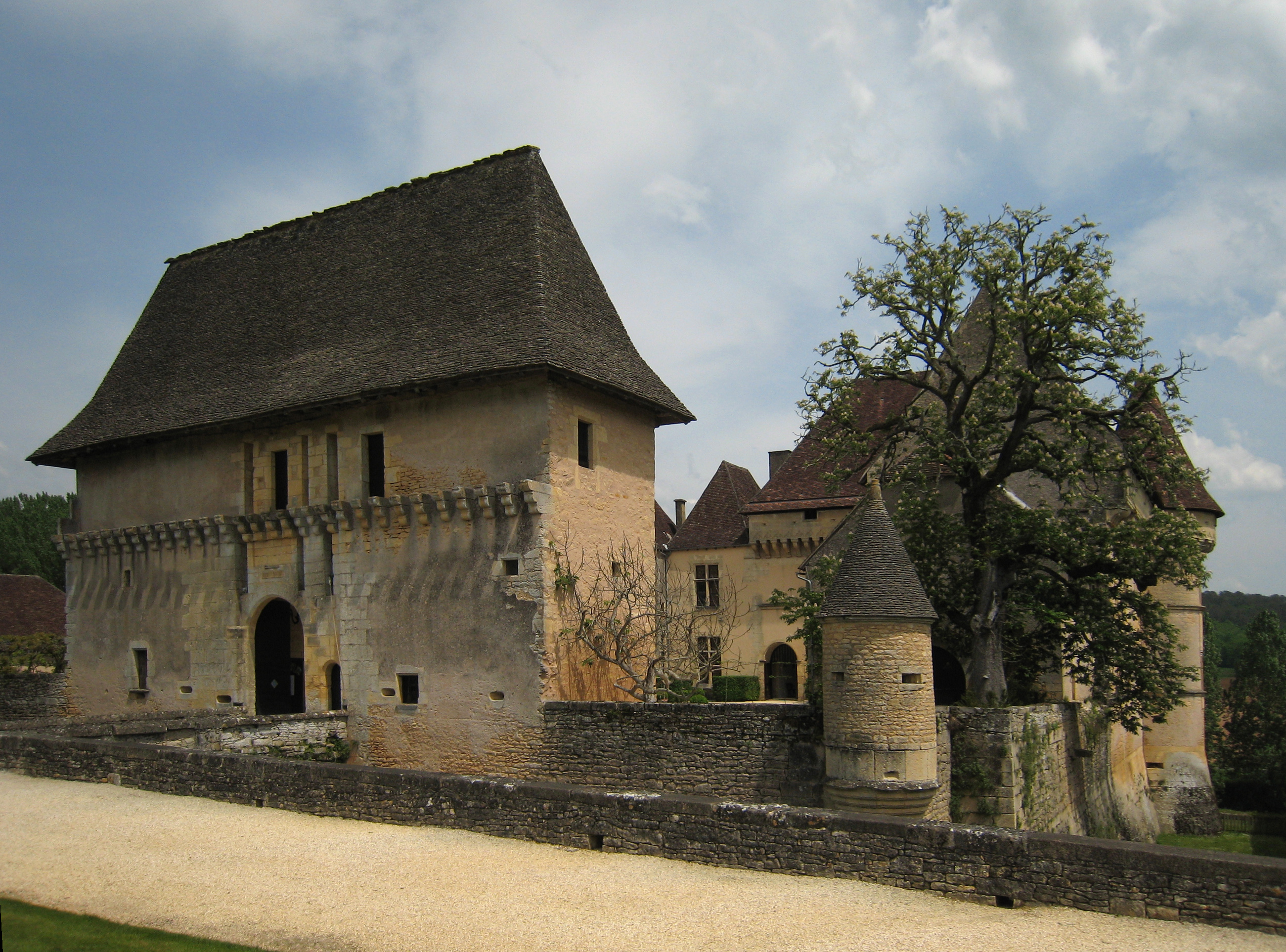
Château de Losse, Dordogne, França

O Château de Loss e seus jardins foram listados como Casa Histórica Francesa e Local desde 1928, está aberto à visitação Eles estão localizados em Périgord, distrito de Dordogne, sudoeste da França, perto das cavernas pré-históricas de Lascaux no rio Vézère.
O castelo foi totalmente restaurado, assim como seus jardins, criando um notável conjunto renascentista. Desde 1980, está aberto à visitação e convida a descobrir o Renascimento através das salas do Grand Logis fielmente mobiliadas e decoradas com tapeçarias do século XVI, e dos jardins que evocam a arquitetura e a história do local. O Guia Verde Michelin atribui-lhe duas estrelas ("vale a pena a viagem"). Os jardins são classificados como Jardim Notável pelo Ministério da Cultura.